# Катальпа (Кам'янець-Подільський)
Ката́льпа — ботанічна пам'ятка природи місцевого значення в Україні. Розташована в межах міста Кам'янець-Подільський, вул. Суворова, 2. 
Площа 0,05 га. Статус надано згідно з розпорядженням облвиконкому від 11.06.1970 року № 156-р«б». Перебуває у віданні: Коледж харчової промисловості. 
Статус надано з метою збереження одного декоративного дерева катальпи (Catalpa). 